# 誠照寺
誠照寺（じょうしょうじ）は、福井県鯖江市にある真宗誠照寺派の本山。山号は上野山（うわのさん）。院号は九品院。本尊は阿弥陀如来。

## 由緒
この寺は、1208年波多野景之の屋敷で親鸞が最初に法を説いたのに始まるとされる。その後、如覚のとき現在地に移って真照寺と称した。永享年間（1429年 - 1441年）になって現在の寺号となった。1575年（天正3年）柴田勝家が北庄に入るとその保護を受けたが、兵火により焼失した。その後復興され、江戸幕府から朱印状を与えられた。江戸時代には天台宗輪王寺の院家となっていたが、1878年（明治11年）独立して一派を形成しその本山となった。

## 文化財
- 県指定文化財
  - 四足門（しそくもん）[1][2]

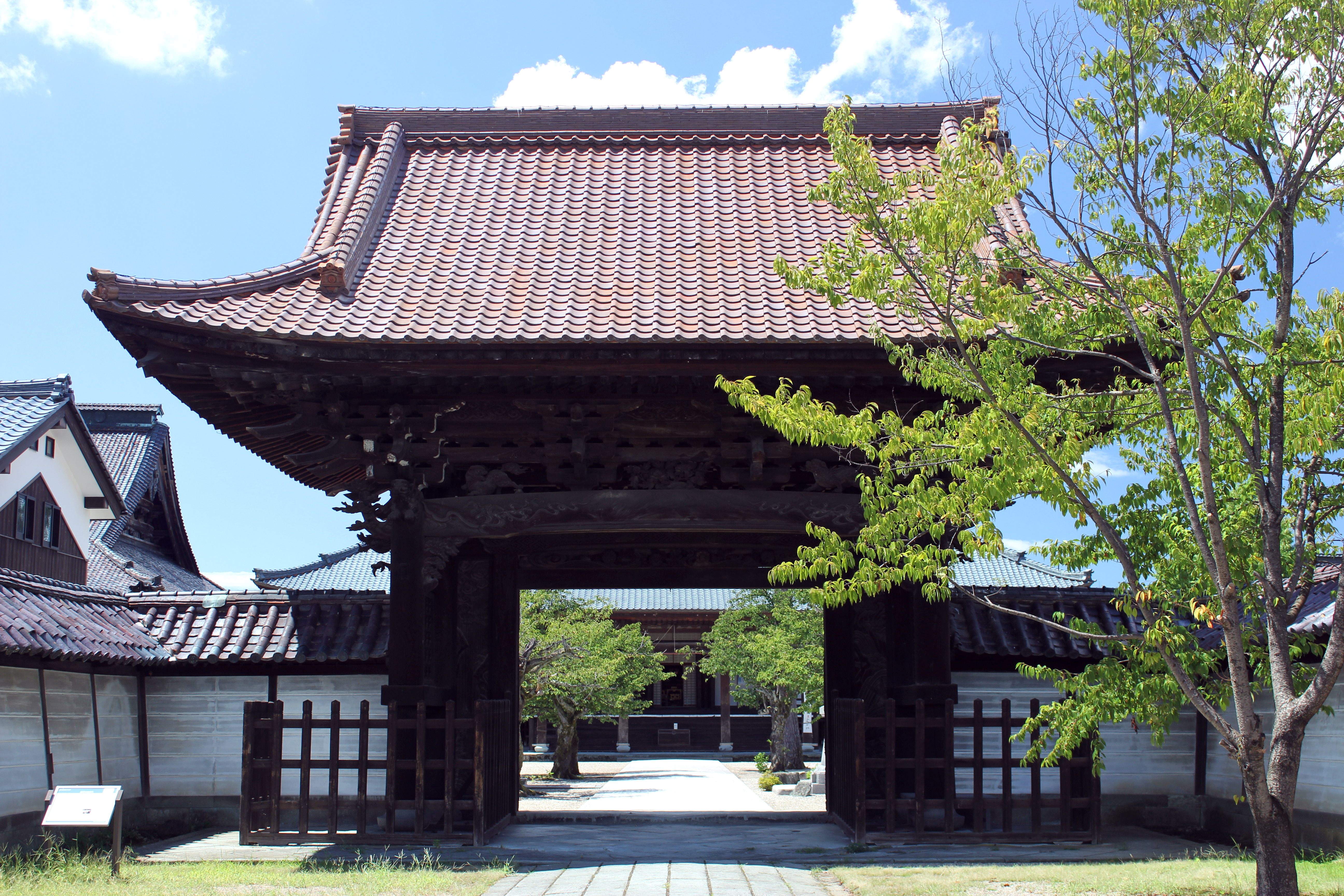
四足門

  - 紙本金地著色日月松楓図（しほんきんじちゃくしょくじつげつしょうふうず）[3]
  - 刺繍阿弥陀如来像（ししゅうあみだにょらいぞう）[4]
  - 髪繍六字名号（はっしゅうろくじみょうごう）[5]

- 市指定文化財
  - 鐘楼[6]
  - 御影堂[7]
  - 阿弥陀堂[8]
  - 洪鐘（梵鐘）（こうしょう、ぼんしょう）[9]

## 所在地
- 福井県鯖江市本町3-2-38

## 交通アクセス
- ハピラインふくい線 鯖江駅より 約700m
- 福井鉄道福武線 西鯖江駅より 約200m
- 北陸自動車道 鯖江ICより国道417号経由 約2km